# Damir Čučić
Damir Čučić (Brežice, Slovenija, 1972.) hrvatski je redatelj, scenarist, producent i montažer. 

## Životopis
Živi u Samoboru. Autor je više od 30 alternativnih, kratkih igranih i dokumentarnih filmova. Montažer je više od 70 alternativnih i dokumentarnih filmova. Njegovi radovi prikazani su na festivalima, projekcijama, retrospektivama i tv stanicama u Hrvatskoj i Europi (Danska, Nizozemska, Njemačka, Austrija, Francuska, Mađarska, Bosna i Hercegovina, Srbija…) gdje je osvojio 10 nagrada. 
Od snimanja televizijskog dokumentarca More nad Splitom stalno surađuje s Borisom Poljakom, pa je Čučić koji je montažer u Poljakovim filmovima, a Poljak snimatelj u Čučićevim. Tri su eksperimentalna filma zajedno potpisali, do rujna 2013. 20-ak kratkih, uglavnom dokumentarnih i eksperimentalih filmova i jedan dugometražni igrani film Pismo ćaći.

## Filmografija
- Oko / Eye (1995.)
- Mesojeđe / Meateating (1995.)
- Ivica je opet sam / Ivica is Alone Again (1996.)
- Do ludila / Till Madness (1997.)
- Off fuck off (1998.)
- Na krivom mjestu u krivo vrijeme / In the Wrong Place and Time (1998.)
- Četvrta smjena / The Forth Shift (1999.)
- More nad Splitom / Sea Over Split (1999.)
- Bića sa slika / Creatures From the Pictures (1999.)
- Free Space (2000.)
- Zaboravljeni / The Forgotten (2002.)
- Onkraj / Beyond (2002.)
- La Strada (2004.)
- Arabeska / Arabesca (2004.)
- Stolac za ljuljanje / Rocking Chair (2005.)
- Splitski akvarel (2009.)

## Vanjske poveznice
- Damir Čučić u internetskoj bazi filmova IMDb-u (engl.)
- Festivalski katalog 22. Dana hrvatskog filma  Arhivirana inačica izvorne stranice od 16. veljače 2021. (Wayback Machine) Dani hrvatskog filma. Issuu.com. str. 18